# Gewone venusschelp
De (Gewone) venusschelp (Chamelea striatula) is een in zee levend tweekleppig weekdier behorend tot de familie van de Venusschelpen.

## Beschrijving

### Schelpkenmerken
De venusschelp kan tot 3,5 cm lang worden. Hij is geel tot bruin met vele concentrische ribbels en radiale, bruine banden. De top is licht naar binnen gebogen.

### Habitat en levenswijze
De venusschelp leeft in zandbodems en komt voor beneden de laagwaterlijn en is tot op 400 m diepte waargenomen. De soort bevindt zich echter meestal op een diepte van ongeveer 30 tot 60 meter. Het zijn filteraars die leven van in het water zwevend voedsel.
De dieren kunnen hun kleppen bijzonder lang dichthouden. Zo wordt vermeld dat ze wel 18 dagen in een vogelmaag kunnen overleven en daarna ongedeerd uitgepoept worden.
Venusschelpen kunnen ongeveer 10 jaar oud worden.

### Voorkomen
De soort leeft in de Noordzee, de Atlantische Oceaan en de Middellandse Zee.

### Fossiel voorkomen
In het Noordzeegebied is de soort niet ouder bekend dan het late Midden Pleistoceen. Niet echt zeldzaam in het Eemien, algemener in het Holoceen.